# Herman I van Hessen
Herman I van Hessen bijgenaamd de Oudere (circa 1305 - 12 juli 1370) was van 1328 tot aan zijn dood heer van Nordeck. Hij behoorde tot het huis Hessen.

## Levensloop
Herman I was de vierde en jongste zoon van landgraaf Otto I van Hessen en Adelheid van Ravensberg, dochter van graaf Otto III van Ravenberg. 
Toen zijn oudere broer Hendrik II in 1328 landgraaf van Hessen werd, kreeg Herman de burcht van Nordeck toegewezen. In 1349 ontving hij eveneens de burcht van Grebenstein, die eerder in handen was van zijn oudere broer Lodewijk. 
In 1326 reisden zijn ouders met een groot gevolg naar paus Johannes XXII in Avignon, waar Herman een kerkelijke prebende kreeg toegezegd. Herman weigerde echter een kerkelijke loopbaan te volgen en stelde zich tevreden met de heerlijkheid Nordeck. 
Vermoedelijk bleef hij ongehuwd en kinderloos. 